# Рівер-Роуд (Вашингтон)
Рівер-Роуд (англ. River Road) — переписна місцевість (CDP) в США, в окрузі Клеллам штату Вашингтон. Населення — 495 осіб (2020).

## Географія
Рівер-Роуд розташований за координатами 48°4′4″ пн. ш. 123°7′40″ зх. д. / 48.06778° пн. ш. 123.12778° зх. д. (48.067901, -123.127723).  За даними Бюро перепису населення США в 2010 році переписна місцевість мала площу 0,85 км², уся площа — суходіл. В 2017 році площа становила 0,90 км², уся площа — суходіл.

## Демографія
Згідно з переписом 2010 року, у переписній місцевості мешкали 454 особи в 188 домогосподарствах у складі 131 родини. Густота населення становила 532 особи/км².  Було 200 помешкань (234/км²).
Расовий склад населення:
| - 89,6 % — білих - 3,7 % — корінних американців - 0,9 % — чорних або афроамериканців - 0,4 % — азіатів |

До двох чи більше рас належало 4,8 %. Частка іспаномовних становила 5,3 % від усіх жителів.
За віковим діапазоном населення розподілялося таким чином: 22,2 % — особи молодші 18 років, 52,5 % — особи у віці 18—64 років, 25,3 % — особи у віці 65 років та старші. Медіана віку мешканця становила 47,2 року. На 100 осіб жіночої статі у переписній місцевості припадало 83,1 чоловіків;  на 100 жінок у віці від 18 років та старших — 84,8 чоловіків також старших 18 років.
Середній дохід на одне домашнє господарство  становив 37 179 доларів США (медіана — 31 011), а середній дохід на одну сім'ю — 39 492 долари (медіана — 31 676). За межею бідності перебувало 15,4 % осіб, у тому числі 81,1 % дітей у віці до 18 років та 0,0 % осіб у віці 65 років та старших.
Цивільне працевлаштоване населення становило 37 осіб. Основні галузі зайнятості: роздрібна торгівля — 40,5 %, будівництво — 16,2 %.